# Futbolniy Klub Istiklol
FK Istiqlol Dushanbe é um clube de futebol do Tajiquistão da cidade de Dushanbe, fundado em 2007 e disputa atualmente a  Ligai Olii Tojikiston, a elite do futebol local.
O clube detém o recorde de títulos das principais competições do país, em destaque para o hendecacampeonato de 2014 até 2024 da Ligai Olii Tojikiston.

## Títulos
Ligai Olii Tojikiston, 13 (recorde)
2010, 2011, 2014, 2015, 2016, 2017, 2018, 2019, 2020, 2021, 2022, 2023, 2024
Copa Tajiquistão (9) (recorde)
2009, 2010, 2013, 2014, 2015, 2016, 2018, 2019, 2022
Supercopa Tajiquistão (11) (recorde)
2010, 2011, 2012, 2014, 2015, 2016, 2018, 2019, 2020, 2021, 2022
Copa TFF (6)
2014, 2015, 2017, 2018, 2019, 2021
Copa do AFC Presidente
Winners (1) 2012